# Trialeurodes vitrinellus
Trialeurodes vitrinellus es un hemíptero de la familia Aleyrodidae, con una subfamilia: Aleyrodinae.
Fue descrita científicamente por primera vez por Cockerell en 1903.